# Imagna
Il torrente Imagna è un corso d'acqua della Provincia di Bergamo. Nasce alla base del Monte Resegone  scorre nell'omonima valle e confluisce da destra nel fiume Brembo presso il "porto" di Clanezzo (230 metri), dopo 18 chilometri di percorso.
Il suo nome viene indicato nel 1189 come laquam imanie confinante in monte obiono. Nuovamente nel 1202 come 'curit flumen imanie iuxta branzalonem (il fiume Imagna scorre presso Brancilione). Mario da Sovere indica nella sua ricerca che:
Il torrente Imagna nasce dai contrafforti orientali del famoso Resegone, e dopo una quindicina di chilometri di corso, aprendosi il varco fra roccioni a strapiombo di forre pittoresche confluisce nel Brembo a Clanezzo…Il fluvionismo è scritto in documento del 1170 come Val d'Imagna.
Il corso d'acqua vero e proprio nasce nel comune di Brumano dall'incontro delle acque provenienti da:
- Valle Tetto che raccoglie le acque tra la Valle di Serrata e il Palio
- Valle del Campo che raccoglie le acque che sbucano nella valle sotto il Passo del Palio
- Valle Rotta segnata dall'acqua che sgorga a valle della mulattiera per l'Orso a circa tre quarti del tragitto
- Valle dell'Acqua Fopp che nasce sulla Piacca (conosciuta come Costa del Palio)

Tali acque si incontrano sostanzialmente in un unico punto situato a valle della località Fontana Mussa sempre nel comune di Brumano.

## Affluenti
- Torrente Borboglio (Valle Androli) sotto Pagafone di Fuipiano (sx)
- Torrente Vanzarolo (Valle Vanzarolo) al Chignolo di Rota Dentro (dx)
- Torrente Coegia (Val Coegia) alle Fucine, contrada di Locatello (sx)
- Torrente Rosagatto (Valle Rosagatto e Valle Tinella) alla Piazzola, frazione di Locatello (sx)
- Torrente Gandino (Valle Gandino) a Brancilione, frazione di Corna (sx)
- Torrente Pettola a Selino Basso (già confluito con le acque del Torrente Val Marcia) (dx)
- Torrente Casino a valle di Sant'Omobono (dx)
- Torrente Valle Ronco e Torrente Valle Mazzucchetta a valle di Cepino (dx)
- Torrente Valle Sorda e Torrente Valle Brunone a monte di Ponte Giurino (sx)
- Torrente Valle Faleci a valle di Ponte Giurino (dx)
- Torrente Pissarola a Strozza (dx)